# FFH-Gebiet Bergwiesen bei Winterberg
Koordinaten: 51° 12′ 40″ N, 8° 31′ 49″ O
Das FFH-Gebiet Bergwiesen bei Winterberg ist ein 501 ha großes FFH-Gebiet mit der Nummer 4717–305 im nordrhein-westfälischen Stadtgebiet von Winterberg. Das Gebiet wurde 2000 vom Land NRW der EU gemeldet. Das FFH-Gebiet besteht aus sechs getrennten Teilflächen, die um Winterberg, Altastenberg, Lenneplätze, Neuastenberg und Mollseifen liegen. Die sechs Teilflächen werden teilweise von Bundes-, Land- und Kreisstraßen durchschnitten.

## Infos zu Teilflächen
Die Flächen mehrerer Naturschutzgebiete und Landschaftsschutzgebiete gehören mit der ganzen Fläche oder Teilflächen zum FFH-Gebiet. Um Winterberg gehören die Schutzgebiete Naturschutzgebiet Bergwiesen bei Winterberg, Naturschutzgebiet Namenlose-Talsystem, Naturschutzgebiet Oberes Ruhrtal und Landschaftsschutzgebiet Hengstkopf zum FFH-Gebiet. Um Altastenberg gehören das Naturschutzgebiet Bergwiesen bei Altastenberg, Naturschutzgebiet Brandtenberg und Landschaftsschutzgebiet Westfalenhang dazu. Um Neuastenberg liegt das Naturschutzgebiet Bergwiesen bei Neuastenberg (Winterberg), Naturschutzgebiet Odeborn-Talsystem und Landschaftsschutzgebiet Postwiese und Magergrünland bei Neuastenberg.

## Beschreibung
Im FFH-Gebiet befinden sich zusammenhängende, überregional bedeutsame Grünlandbereich in Talsysteme und auf Hängen und Bergkuppen um die Stadt Winterberg auf der Winterberger Hochfläche mit einem Biotopmosaik aus ausgedehnten, artenreichen Feucht-, Nass- und Magergrünlandes und Borstgrasrasen sowie teils seltene Waldgesellschaften. Die Grünlandbereiche werden extensiv genutzt als Wiesen- und Weidegrünländer.
Beschreibung im Fachinformationssystem des Landesamtes für Natur, Umwelt und Verbraucherschutz Nordrhein-Westfalen: „Das nördlichste der insgesamt sechs Einzelflächen ist ein Abschnitt des Ruhrtales. Die Ruhr präsentiert sich in diesem Bereich als ein naturnaher, reich strukturierter Mittelgebirgsbach, der ein grünlandgeprägtes Tal aus artenreichen Wiesen und Weiden durchfließt. Südlich der Ruhr fließt die ebenfalls naturnahe Namenlose. Ebenso wie die Ruhr wird dieser Bach auch von naturnahen Wiesen und Wieden gesäumt, die teilweise vernässt sind. Stellenweise sind feuchte Uferhochstauden ausgebildet. Die übrigen Gebiete umfassen Biotopmosaike aus extensiv genutzten Mähwiesen, Weiden und Borstgrasrasen in Hang- und Kuppenlage. Am Nordhang des Brandtenberges bei Altastenberg stocken montane Hinsimsen-Buchenwälder und Pioniergehölze, die am Unterhang in montane Hochstaudenfluren übergehen. Diese sind charakterisiert durch einen der wenigen Standorte des Alpenmilchlattichs in Nordrhein-Westfalen.“
Bedeutsame Vorkommen von Vogelarten im Gebiet hat nur der Wiesenpieper.

## Schutzmaßnahmen
Einige Flächen befinden sich im Eigentum der Nordrhein-Westfalen-Stiftung und des Landes Nordrhein-Westfalen und werden extensiv nach Vorgaben des Kultur-Landschafts-Pflege-Programms des Hochsauerlandkreises bewirtschaftet.
Von 2011 bis 2016 wurde von der Biologische Station Hochsauerlandkreis das LIFE Projekt Bergwiesen bei Winterberg zur Wiederherstellung vielgestaltiger Grünland-Lebensräume durchgeführt.